# Viccourt Cup
Viccourt Cup — профессиональный женский теннисный турнир. Игрался на открытых кортах с хардовым покрытием.
Соревнования проводились в Донецке, Украина.

## Общая информация
В силу сравнительно мягкого климата Украина ещё со времён СССР являлась одним из мест концентрации тренировочных центров Федерации тенниса Советского союза. С обретением страной независимости мало что изменилось, но до поры донецкий центр подготовки оказывался в тени более финансово благополучных теннисных клубов Харькова и Днепропетровска.
Во второе десятилетие XXI века постепенно стало меняться: несколько воспитанниц донбасского тенниса неплохо проявили себя сначала в юниорском туре, а затем удачно перешли в профессиональные соревнования. Видя прогресс своих воспитанников, руководство клуба накануне сезона-2012 изыскало дополнительное финансирование, выкупив у ITF лицензию соревнования их тура. Первый приз получил призовой фонд в 50 тысяч долларов, вписавшись в отрезок хардового сезона накануне US Open.

## Финалисты разных лет

### Одиночный турнир
| Год  | Чемпионка       | Финалистка       | Счёт           |
| ---- | --------------- | ---------------- | -------------- |
| 2013 | Элина Свитолина | Тимея Бабош      | 3-6 6-2 7-6(9) |
| 2012 | Весна Долонц    | Мария Жуан Кёлер | 6-2 6-3        |

### Парный турнир
| Год  | Чемпионки                         | Финалистки                           | Счёт    |
| ---- | --------------------------------- | ------------------------------------ | ------- |
| 2013 | Юлия Бейгельзимер Рената Ворачова | Весна Долонц Александра Панова       | 6-1 6-4 |
| 2012 | Людмила Киченок Надежда Киченок   | Валентина Ивахненко Катерина Козлова | 6-2 7-5 |